# Elysium (album)
Elysium – szósty album studyjny polskiej grupy black metalowej Christ Agony. Wydawnictwo ukazało się 17 maja 1999 roku nakładem wytwórni płytowej Metal Mind Records. Nagrania zostały zarejestrowane w olsztyńskim Selani Studio. W ramach promocji do utworu "Eternal Stars" został zrealizowany teledysk, który wyreżyserował Adam Kuc.

## Lista utworów
Opracowano na podstawie materiału źródłowego.
| Nr  | Tytuł utworu             | Autorzy                      | Długość |
| --- | ------------------------ | ---------------------------- | ------- |
| 1.  | „Sadness Of Immortality” | Cezary "Cezar" Augustynowicz | 04:45   |
| 2.  | „Fiery Torches”          | Cezary "Cezar" Augustynowicz | 04:14   |
| 3.  | „Demon`s Lover”          | Cezary "Cezar" Augustynowicz | 03:01   |
| 4.  | „Immortal Dust”          | Cezary "Cezar" Augustynowicz | 03:14   |
| 5.  | „Eternal Stars”          | Cezary "Cezar" Augustynowicz | 03:52   |
| 6.  | „Elysium”                | Cezary "Cezar" Augustynowicz | 04:37   |
| 7.  | „Lords Of The Night”     | Cezary "Cezar" Augustynowicz | 03:24   |
| 8.  | „Cold Eyes”              | Cezary "Cezar" Augustynowicz | 04:05   |
| 9.  | „Bleeding Heart”         | Cezary "Cezar" Augustynowicz | 04:50   |
| 10. | „Unvirginity Sin”        | Cezary "Cezar" Augustynowicz | 03:33   |
|     |                          |                              | 39:35   |

## Twórcy
Opracowano na podstawie materiału źródłowego.

- Cezary "Cezar" Augustynowicz - wokal prowadzący, gitara prowadząca
- Jarosław "Blackie" Mielczarek - gitara basowa, wokal wspierający
- Przemysław "Thoarinus" Wojewoda - perkusja
- Patrick Bissonette - gościnnie wokal
- Marek "Mark" Kwadrans - gościnnie bodhrán
- Bartek "Bart" Baranowski - gościnie perkusja
- Krzysztof "Docent" Raczkowski - gościnnie perkusja